# Reprêsa de Furnas
Reprêsa de Furnas är en reservoar i Brasilien.   Den ligger i delstaten Minas Gerais, i den sydöstra delen av landet, 600 km söder om huvudstaden Brasília. Reprêsa de Furnas ligger 761 meter över havet. Arean är 927 kvadratkilometer. Den sträcker sig 111,9 kilometer i nord-sydlig riktning, och 104,7 kilometer i öst-västlig riktning.
Trakten runt Reprêsa de Furnas består huvudsakligen av våtmarker. Runt Reprêsa de Furnas är det ganska glesbefolkat, med 40 invånare per kvadratkilometer.  
Sjön är ett populärt utflyktsmål. Den 8 januari 2022 kollapsade en klippa och den resulterande tsunamin dödade många människor.